# Aphelinus varipes
Aphelinus varipes är en stekelart som först beskrevs av Förster 1841.  Aphelinus varipes ingår i släktet Aphelinus, och familjen växtlussteklar. Arten är reproducerande i Sverige.